# واحد موسایف
واحد موسایف (ترکی آذربایجانی: Vahid Musayev Abdulla oğlu؛ ۱۵ نوامبر ۱۹۴۷ – January 8, 1999) سیاست‌مدار بود.